# Pont de la Skeiðará
Le pont de la Skeiðará, en islandais Skeiðarárbrú, est le plus long pont d'Islande avec 880 mètres de longueur. Situé dans le Sud du pays, il permet à la route 1 de franchir la Skeiðará, une rivière glaciaire traversant une plaine alluviale d'origine volcanique, le Skeiðarársandur.

## Caractéristiques
Le pont de la Skeiðará est construit en béton et acier avec un revêtement en bois et acier. Il ne comporte qu'une voie avec 5 zones de croisement. Ses 880 mètres de longueur font de lui le pont le plus long d'Islande.

## Histoire
Le pont de la Skeiðará est construit de 1972 à 1974 ; il est le dernier maillon permettant de boucler la route 1 faisant le tour du pays.
En 1996, une éruption du Grímsvötn entraîne un jökulhlaup qui détruit le pont ; le nouveau pont est ouvert à la circulation en 1998.

## Galerie

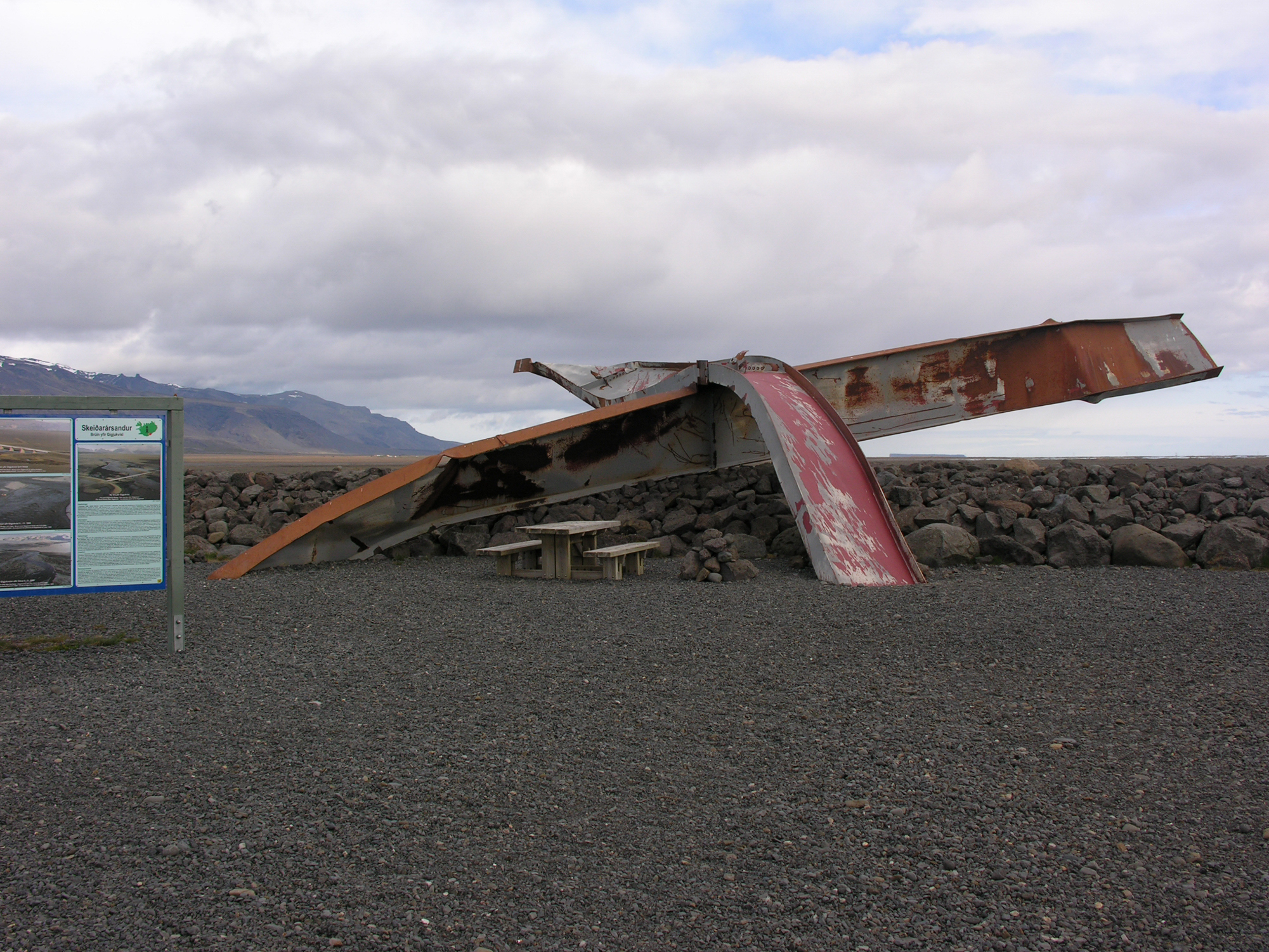
Vestige du premier pont détruit par le jökulhlaup de 1996.
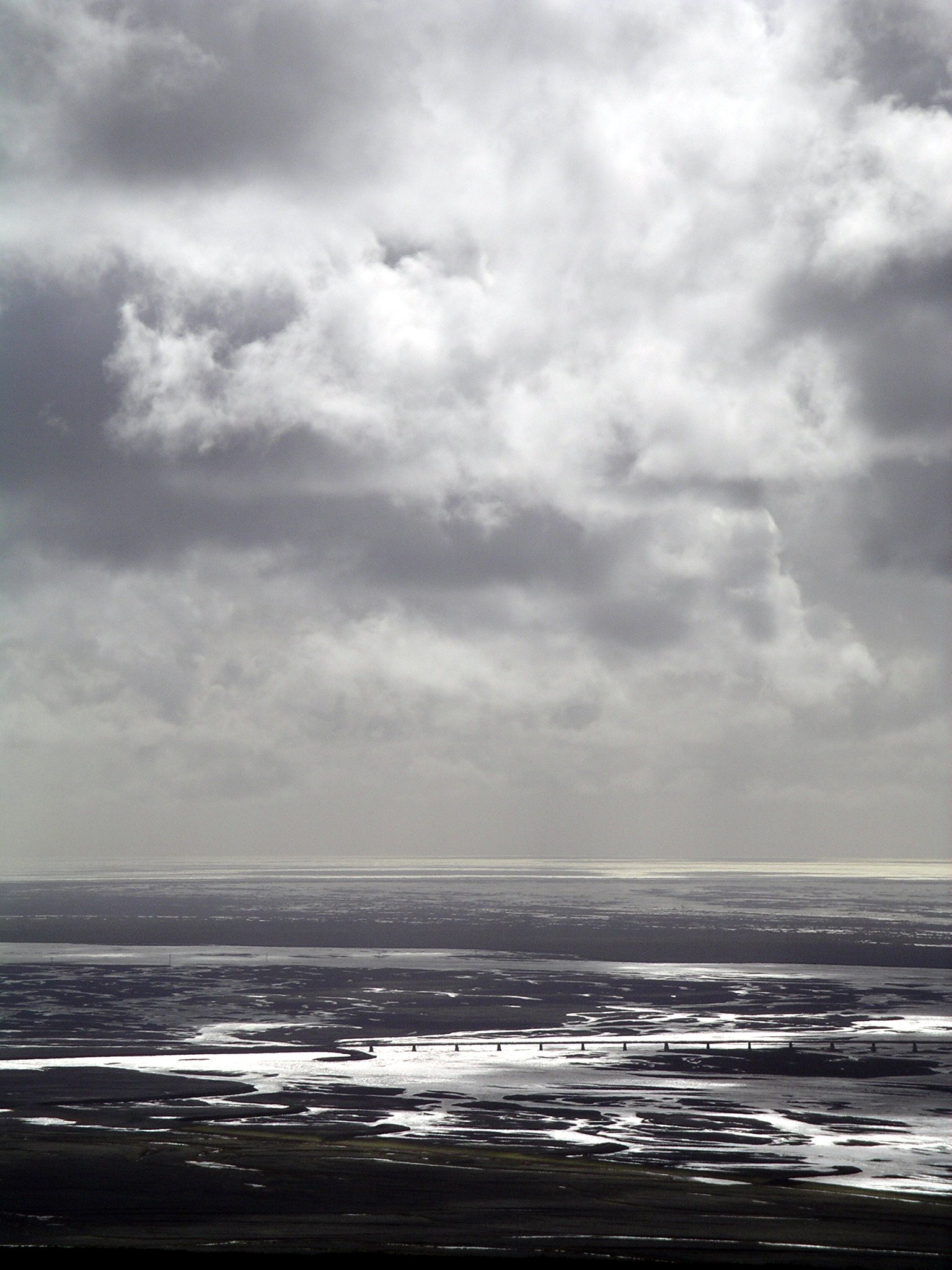
Vue du pont de la Skeiðará depuis Skaftafell.